# Solymár
Solymár är en ort i Ungern.   Den ligger i provinsen Pest, i den nordvästra delen av landet, 13 km nordväst om huvudstaden Budapest. Solymár ligger 193 meter över havet och antalet invånare är 9 242.
Terrängen runt Solymár är lite kuperad. Runt Solymár är det mycket tätbefolkat, med 1 266 invånare per kvadratkilometer. Närmaste större samhälle är Budapest, 13,2 km sydost om Solymár. Runt Solymár är det i huvudsak tätbebyggt.